# Казнаков, Александр Николаевич
 Александр Николаевич Казнаков  (26 января (7 февраля) 1871 — 19 февраля 1933, Париж) — полковник гвардии, русский ботаник и зоолог, географ, путешественник, участник Тибетской экспедиции, директор Кавказского музея естественной истории и Публичной библиотеки в Тифлисе. Участник Первой мировой и Гражданской войн.

## Биография
Родился в семье потомственного дворянина Тверской губернии генерала Николая Геннадьевича Казнакова. С 1880 года воспитывался в Пажеском корпусе и 10 августа 1890 года из камер-пажей был произведён в корнеты Кавалергардского полка, где обучал верховой езде. По воспоминаниям он «объяснял … без всякого крика и шума. В манеже никогда не было слышно свиста и хлопанья бича…  Наружно он не был любезен, но душевная доброта его чувствовалась во всем».
В 1892 году командирован в Усть-Ижорский лагерь для обучения саперному делу. Участвовал в скачках: в марте 1894 года вместе с К. Маннергеймом, который возглавлял кавалергардов-знаменосцев, выиграл первый приз в парных соревнованиях — с этого времени началась их дружба. С 9 апреля 1894 года по 16 ноября 1895 года заведовал оружием полка.
В 1894 году произведён в поручики. С 16 ноября 1895 года по 24 августа 1896 года находился в командировке в Китае и Японии. С 24 октября 1896 года по 20 марта 1897 года был заведующим полковой телеграфной станцией.
С апреля по октябрь 1897 года находился в экспедиции Русского Императорского географического общества в Бухаре и Памирских ханствах; с 13 апреля 1899 года — в Монголо-Тибетской экспедиции П. К. Козлова (топографом). За участие в этой экспедиции он получил в 1902 году орден Св. Владимира 4-й степени, а также золотую медаль им. П. П. Семенова IV степени — от Географического общества. Во время между экспедициями был делопроизводителем полкового суда (с 12 ноября 1897 года по 9 июля 1898 года) и заведующим нестроевой командой (с 28 апреля 1898 года по 24 марта 1899 года). В 1900 году произведён в штабс-ротмистры; 24 апреля 1902 года назначен в распоряжение начальника главного штаба, с зачислением по гвардейской кавалерии, и 10 августа произведён в ротмистры.
В 1903 году по избранию Академии наук был назначен (с 4 сентября) исполняющим должность директора Кавказского музея и Тифлисской публичной библиотеки. В январе 1909 года, после выхода в свет монографии Казнакова «Мои путешествия по Монголии и Каму», был произведён в полковники и утверждён в должности директора. «В качестве директора музея он снаряжал экспедиции в разные мало исследованные уголки Кавказа, и эти исследования давали хорошие результаты». Казнаков разделил коллекции музея на выставочные — открытые для публики и фондовые — закрытые для посетителей, но доступные для исследователей; при фондовых коллекциях он основал специальные отделы Тифлисской публичной библиотеки: «Библиотеку Кавказского музея» и «Специальную археологическую библиотеку». Императорское русское археологическое общество «заслушав на заседании 17 марта 1912 года доклад старшего хранителя Эрмитажа Я. И. Смирнова: «Ахалгорийский клад Тифлисского музея», единогласно постановило выразить директору тифлисского музея А. Н. Казнакову и его сотруднику Е. С. Такайшвили глубокую благодарность за их ревностные и плодотворные труды по собиранию и упорядочению предметов, входящих в состав означенного клада».
При Казнакове значительно выросла коллекция одежды и предметов быта народов Кавказа; началось создание нового здания Кавказского музея, прерванное войной: 26 августа 1914 года его перевели во 2-й Горско-Моздокский полк Терского казачьего войска; 23 октября 1914 года он был ранен и признан непригодным к военно-походной службе с зачислением в резерв чинов штаба военного генерал-губернатора Галиции; 8 августа 1915 года назначен исполняющим обязанности переводчика при разведывательном отделении штаба Юго-Западного фронта; 10 февраля 1916 года переведен в распоряжение главнокомандующего Кавказской армией для непосредственного руководства практической деятельностью музея и с 13 марта 1916 года вернулся к руководству музеем. В январе 1915 года был награждён орденом Св. Владимира 3-й степени, а 14 мая 1915 года получил мечи к ордену Св. Владимира 3-й степени. С 14 марта 1916 года состоял в резерве чинов при штабе Кавказского военного округа.
После отречения Николая II, 20 марта 1917 года А. Н. Казнаков написал рапорт об оставлении службы в музее и вместе с великим князем Николаем Николаевичем уехал в Могилёв; 9 мая 1917 года он был прикомандирован в распоряжение штаба армии Юго-Западного фронта; 3 июня 1917 года — к Управлению генерал-квартирмейстерства штаба главнокомандующего Юго-Западного фронта; с 5 августа 1917 года он — внештатный переводчик разведывательного отделения штаба фронта; в ноябре 1917 года подвижной врачебной комиссией при Бердичевском гарнизоне был признан негодным к службе, 30 декабря 1917 года вернулся в Тифлис и 30 января 1918 года написал рапорт на увольнение в отставку по болезни, «вызванной ранениями, с производством в следующий чин генерал-майора, с мундиром и пенсией». В 1919 году он ещё находился в Закавказье, а затем эмигрировал во Францию, жил в Париже.
Зарабатывал вырезанием из камня художественных сувениров.
Умер 19 февраля 1933 года в Париже: был найден окоченевшим на лестнице метро. Похоронен на кладбище Сент-Женевьев-де-Буа.

## Награды
- 1902 — орден Святого Владимира 4-й ст. за участие в Монголо-Тибетской экспедиции П. К. Козлова.
- январь 1915 — орден Святого Владимира 3-й ст.;
- 14 мая 1915 — мечи к ордену Святого Владимира 3-й ст.
- 8 апреля 1916 — орден Святой Анны 2-й ст. с мечами;
- 8 апреля 1916 — орден Святого Станислава 2-й ст. с мечами.

## Таксоны, описанные в честь Казнакова
- Кавказская гадюка Vipera kaznakovi Nikolsky, 1909.
- Ptychobarbus kaznakovi[англ.] Nikolskii, 1903, вариант Diptychus kaznakovi
- Рыба из карпообразных Gyrinocheilus kaznakovi Berg, 1906 рассматривается как младший синоним сиамского гиринохейла Gyrinocheilus aymonieri[англ.] (Tirant, 1883)
- Жук из пластинчатоусых Cnemisus kaznakovi[швед.] Semenov, 1903 — из Алашани
- Жужелица Carabus (Eocechenus) kaznakovi Semenov & Znojko, 1932
- Жужелица из рода Cychrus Cychrus kaznakovi[англ.] Semenov & Znoiko, 1934
- Жук-светляк Lampyris (Bactrolychnia) kaznakovi Kazantsev, 2010[8]
- Жук Eodorcadion kaznakovi[швед.] (Suvorov, 1912)
- Блоха Callopsylla kaznakovi[швед.] (Wagner, 1928)
- Уховёртка Казнакова Forficula kaznakovi (Semenov, 1903) новая комбинация Guanchia kaznakovi
- Ложноскорпион Bisetocreagris kaznakovi[швед.] (Redikorzev, 1918)
- Фаланга из сем. Karschiidae Karschia kaznakovi[швед.] Birula, 1922
- Земляной червь Perelia kaznakovi (Michaelsen, 1910)

## Семья
- Жена — Варвара Карловна (06.11.1874[9]—18.12.1937[10]). Дочь барона Карла Петровича Икскуль была сначала замужем за старшим братом Александра Николаевича Казнакова, Николаем Казнаковым, после развода с которым (до 1908 года) вышла замуж за младшего брата[9].